# جالال هاروتیونیان

جالال آناتولی هاروتیونیان (ارمنی: Ջալալ Անատոլիի Հարությունյան؛ زاده ۱۱ نوامبر ۱۹۷۴) یک فرد نظامی اهل جمهوری آرتساخ می‌باشد که از تاریخ ۲۴ فوریه ۲۰۲۰ تا ۲۷ اکتبر ۲۰۲۰ سمت وزارت دفاع (جمهوری آرتساخ) را بر عهده داشت. با فرمان آرائیک هاروتیونیان
در روز ۲۷ اکتبر ۲۰۱۰ هاروتیونیان به واسطه جراحاتی که در یک عملیات برداشته از سمت خود کنارگذاشته شد و میکائیل هاروتیونیان به جای وی به عنوان وزیر دفاع جمهوری آرتساخ منصوب شد

## نشان‌ها
- قهرمان آرتساخ[۶]